# Paul Joseph Bradley
Paul Joseph Bradley (McKeesport, 18 ottobre 1945) è un vescovo cattolico statunitense, dal 23 maggio 2023 vescovo emerito di Kalamazoo.

## Biografia
Paul Joseph Bradley è nato a McKeesport, in Pennsylvania, il 18 ottobre 1945 ed è il primo dei dieci figli di John Bradley e Cecilia (nata Pater). Ha un fratello e otto sorelle. Due di esse Roberta (morta nel 2006) e Mariella, hanno seguito una vocazione religiosa. Da bambino frequentava la parrocchia di Santa Cecilia a Glassport.

### Formazione e ministero sacerdotale
Ha frequentato la Saint Cecilia Elementary School e poi ha compiuto tutto il curriculum seminaristico dalle scuole superiori agli studi teologici negli istituti dell'arciabbazia di Saint Meinrad, nell'Indiana. Ha conseguito la licenza in teologia all'Istituto teologico di Saint Meinrad e poi il Master of Social Work all'Università di Pittsburgh.
Il 1º maggio 1971 è stato ordinato presbitero per la diocesi di Pittsburgh dal vescovo Vincent Martin Leonard. In seguito è stato vicario parrocchiale della parrocchia di San Sebastiano a Ross Township dal 1971 al 1977; vicario parrocchiale della parrocchia di San Paolo a Butler dal 1977 al 1982; vicario parrocchiale della parrocchia di San Kieran a Lawrenceville dal 1982 al 1983; direttore dell'ufficio della famiglia dal 1983 al 1988; segretario per i servizi umani dal 1988 al 1995; parroco in solido con il futuro cardinale Daniel DiNardo della parrocchia della Madonna del Castello a Swissvale dal 1988 al 1994; parroco della parrocchia di San Sebastiano a Ross Township dal 1994 al 2001; rettore della cattedrale di San Paolo a Pittsburgh dal gennaio del 2001 al 2004; vicario generale e segretario generale dal 7 novembre 2003 e cappellano delle Suore dello Spirito Santo. In qualità di segretario generale, Bradley è stato responsabile della direzione generale delle operazioni, dei programmi e delle attività dell'amministrazione centrale della diocesi, nonché della supervisione delle numerose istituzioni, organizzazioni e programmi ecclesiali diretti o associati alla diocesi.
È stato anche membro del consiglio per il personale presbiterale, del consiglio presbiterale, del collegio dei consultori e della commissione per i candidati al presbiterato; difensore del vincolo e giudice presso il tribunale diocesano; e decano e direttore dell'ufficio per la pastorale dei giovani del decanato nord-occidentale.
In qualità di vicario generale è stato membro anche del consiglio di amministrazione della Fondazione Chimbote, del consiglio di amministrazione della Fondazione Pauline Auberle, del consiglio di amministrazione della Duquesne University a Pittsburgh, del consiglio di amministrazione e del comitato esecutivo della Conferenza cattolica della Pennsylvania del consiglio dei programmi scolastici di Sant'Antonio.

### Ministero episcopale
Il 16 dicembre 2004 papa Giovanni Paolo II lo ha nominato vescovo ausiliare di Pittsburgh e titolare di Afufenia. Ha ricevuto l'ordinazione episcopale il 2 febbraio successivo nella cattedrale di San Paolo a Pittsburgh dal vescovo di Pittsburgh Donald William Wuerl, co-consacranti l'arcivescovo coadiutore di Galveston-Houston Daniel DiNardo e il vescovo di Green Bay David Allen Zubik.
Nel giugno del 2006, dopo il trasferimento a Washington di Donald William Wuerl, è stato eletto amministratore diocesano. È rimasto in carica fino all'ingresso in diocesi di David Allen Zubik, avvenuto il 28 settembre 2007.
Nel febbraio del 2012 ha compiuto la visita ad limina.
Il 6 aprile 2009 papa Benedetto XVI lo ha nominato vescovo di Kalamazoo. Ha preso possesso della diocesi il 5 giugno successivo con una cerimonia nella cattedrale di Sant'Agostino a Kalamazoo.
Nel dicembre del 2019 ha compiuto una seconda visita ad limina.
Il 23 maggio 2023 papa Francesco ha accolto la sua rinuncia al governo pastorale della diocesi di Kalamazoo per raggiunti limiti di età; gli è succeduto Edward Mark Lohse, fino ad allora vicario generale di Erie.
Dal 28 settembre dello stesso anno al 14 giugno dell'anno seguente è stato amministratore apostolico di Steubenville.

## Genealogia episcopale
La genealogia episcopale è:
- Cardinale Scipione Rebiba
- Cardinale Giulio Antonio Santori
- Cardinale Girolamo Bernerio, O.P.
- Arcivescovo Galeazzo Sanvitale
- Cardinale Ludovico Ludovisi
- Cardinale Luigi Caetani
- Cardinale Ulderico Carpegna
- Cardinale Paluzzo Paluzzi Altieri degli Albertoni
- Papa Benedetto XIII
- Papa Benedetto XIV
- Papa Clemente XIII
- Cardinale Enrico Benedetto Stuart
- Papa Leone XII
- Cardinale Chiarissimo Falconieri Mellini
- Cardinale Camillo Di Pietro
- Cardinale Mieczysław Halka Ledóchowski
- Cardinale Jan Maurycy Paweł Puzyna de Kosielsko
- Arcivescovo Józef Bilczewski
- Arcivescovo Bolesław Twardowski
- Arcivescovo Eugeniusz Baziak
- Papa Giovanni Paolo II
- Cardinale Donald William Wuerl
- Vescovo Paul Joseph Bradley

## Araldica
| Stemma | Blasonatura |
| ------ | --- |
|        | Partito: al primo di rosso, alla banda ondata d'argento disseminata di anelletti d'azzurro, accompagnata in capo dal libro aperto d'argento, legato d'oro, a piombo, caricato del motto TOLLE LEGE di rosso e in punta dalla pipa della pace d'argento, piumata d'oro; al secondo, interzato in fascia: al I di verde, al cuore d'oro, caricato della lettera M d'azzurro, sormontata da una corona dello stesso; al II d'argento, alla terza ondata d'azzurro, all'ancora d'oro attraversante; al III di verde, alla Croce di Costantino d'argento, caricata della fede abbassata al naturale. Ornamenti esteriori da vescovo. Motto: "Waiting in joyful hope". |